# Militarismus

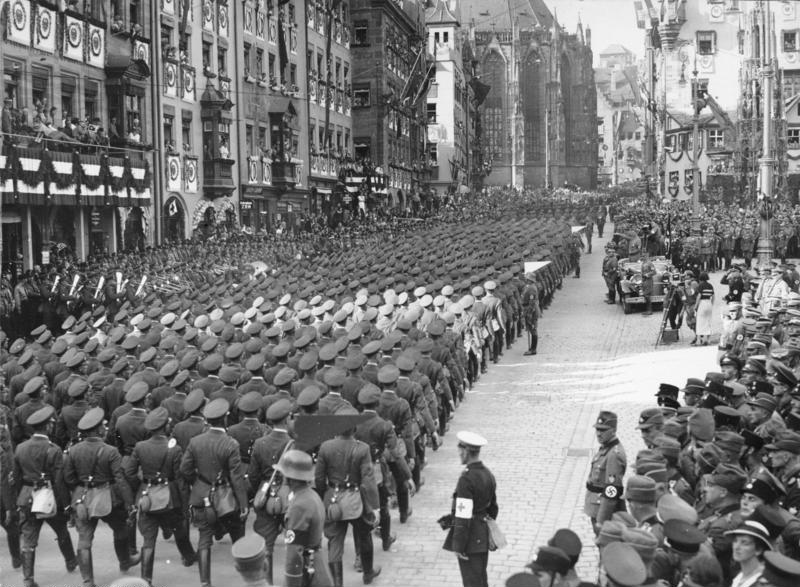
Nürnberg 1934, NSDAP-Reichsparteitag, Marsch der deutschen Reichswehr

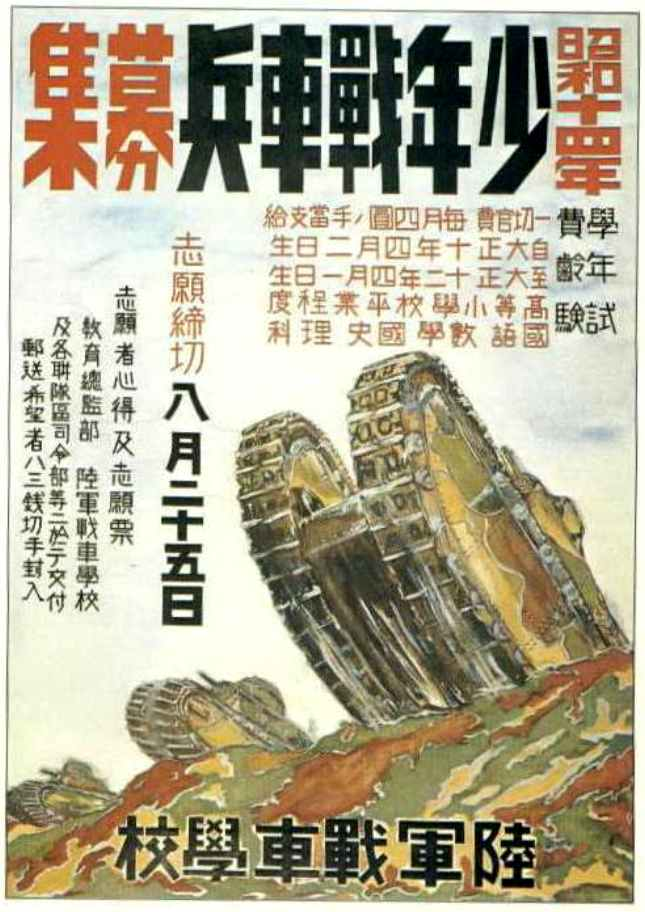
Rekrutierungsplakat der Panzerschule der Kaiserlich Japanischen Armee von 1939

Als Militarismus wird die Dominanz militärischer Wertvorstellungen und Interessen in der Politik und im gesellschaftlichen Leben bezeichnet, wie sie etwa durch die einseitige Betonung des Rechts des Stärkeren und die Vorstellung, Kriege seien notwendig oder unvermeidbar, zum Ausdruck kommen oder durch ein strikt hierarchisches, auf Befehl und Gehorsam beruhendes Denken vermittelt werden.
Die gegensätzliche Haltung zum Militarismus wird als Antimilitarismus bezeichnet.

## Definitionen und Modelle
Nach dem Politologen und Militarismusforscher Wilfried von Bredow ist der Militarismus, den er als „die Dominanz des Militärs als Organisation in Staat und Gesellschaft“ bezeichnet und der „das Vorherrschen militärisch-kriegerischer Denkkategorien in Staat, Gesellschaft und Politik“ beinhaltet, von „zwei verschiedenen Modellen für das zivil-militärische Verhältnis“ abhängig, die sich nach der Industriellen Revolution entwickelten:

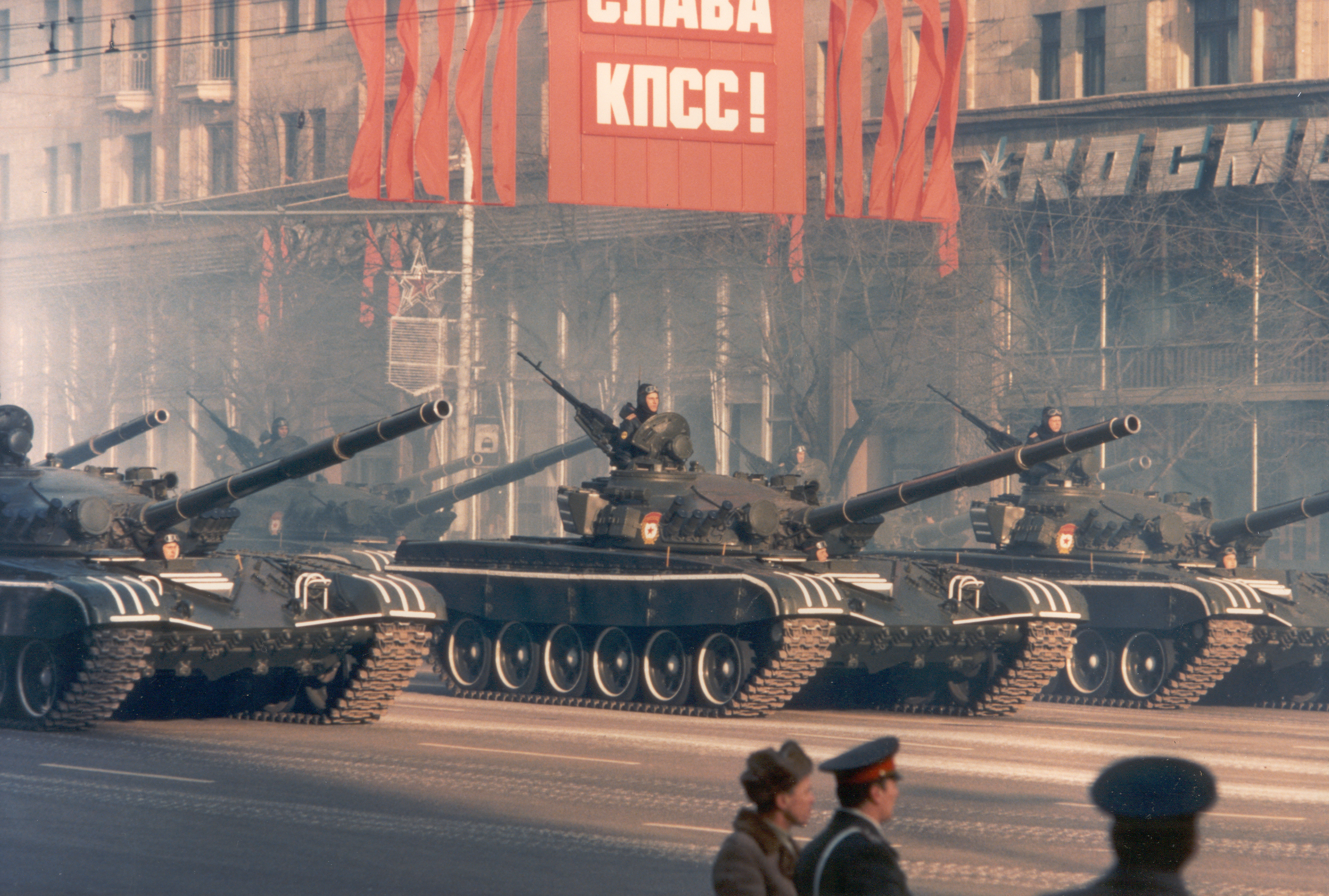
Militärparade 1983 in Moskau zum Jahrestag der Oktoberrevolution

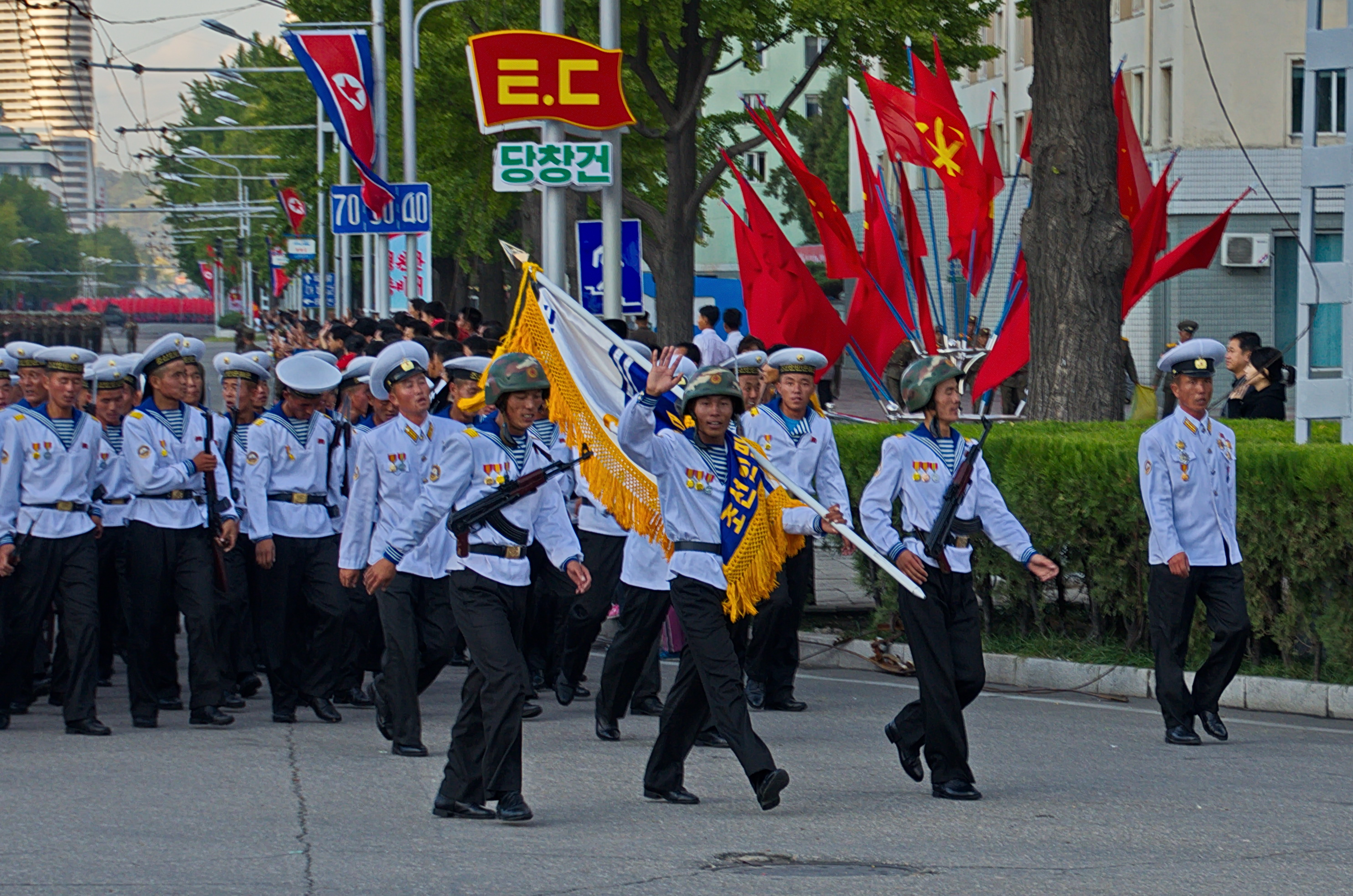
Militärparade zum 75. Jahrestag der Arbeiterpartei in Nordkorea, am 10. Oktober 2015

- Im ersten Modell erhalten die Streitkräfte im „gesellschaftlichen Alltagsleben“ keine übergroße Bedeutung, bleiben „virtuell“ und erst „im Falle einer Bedrohung“ werden sie „aktuell“ bedeutsam: „Im militärischen Ernstfall erscheint es den Bürgern als patriotische Pflicht, die Uniform anzuziehen und ihren Staat zu verteidigen.“ Nach von Bredow kann dieses Modell zu Militarismus führen, muss aber nicht. Im Falle der USA könnte „der auf dieses Modell zurückzuführende Waffenkult im Zivilleben als eine Schrumpfform des Militarismus bezeichnet werden“.
- Im zweiten Modell stellen die Streitkräfte selbst den „Motor der allgemeinen gesellschaftlichen Entwicklung“. Die Streitkräfte gelten als „Schule der Nation“ und greifen auch in sogenannten Friedenszeiten massiv in politische Entscheidungsprozesse ein: „Militärische Werte und soldatische Verhaltensweisen bestimmen zivile Handlungen und Entscheidungsprozesse“. Dieses Modell befördert den Militarismus grundsätzlich. Als geschichtliches Beispiel hierfür nennt von Bredow den deutschen Militarismus unter Kaiser Wilhelm II (vgl. auch Unterabschnitt Militär im Artikel Deutsches Kaiserreich).

Nicht nur, aber auch mit Blick auf die nationalsozialistische Gewaltherrschaft charakterisiert Antony Joseph Coates den Militarismus als „häufig auftretende Neigung oder eine kulturelle Voreingenommenheit zugunsten des Krieges, auf die ein Kriegsführender zurückgreifen kann“. In dieser Form „verursacht der Militarismus zunächst Kriege und diktiert dann ihre rücksichtslose Durchführung“.
Bei der Entnazifizierung zählten Militaristen zu den sogenannten Belasteten (Art. 8 des Gesetzes zur Befreiung von Nationalsozialismus und Militarismus, kurz „Befreiungsgesetz“ genannt, bzw. Art. III der Kontrollratsdirektive Nr. 38), für die erhebliche Sühnemaßnahmen vorgesehen waren (Art. 16 des Befreiungsgesetzes bzw. Art. IX der Kontrollratsdirektive Nr. 38).
Dem deutschen Militärhistoriker und Friedensforscher Wolfram Wette zufolge ist ein Kriterium für einen nicht militaristisch orientierten Staat, dass er von seinen Soldaten verlange, „einem Befehl, der ein Vergehen oder Verbrechen beinhalte“, keinen Gehorsam zu leisten. Eine Gehorsamsverweigerung ist beispielsweise gem. § 22 Abs. 1 Satz 1 WStG in Deutschland nicht strafbar, wenn durch das Befolgen eines Befehls eine Straftat begangen würde.

## Geschichte

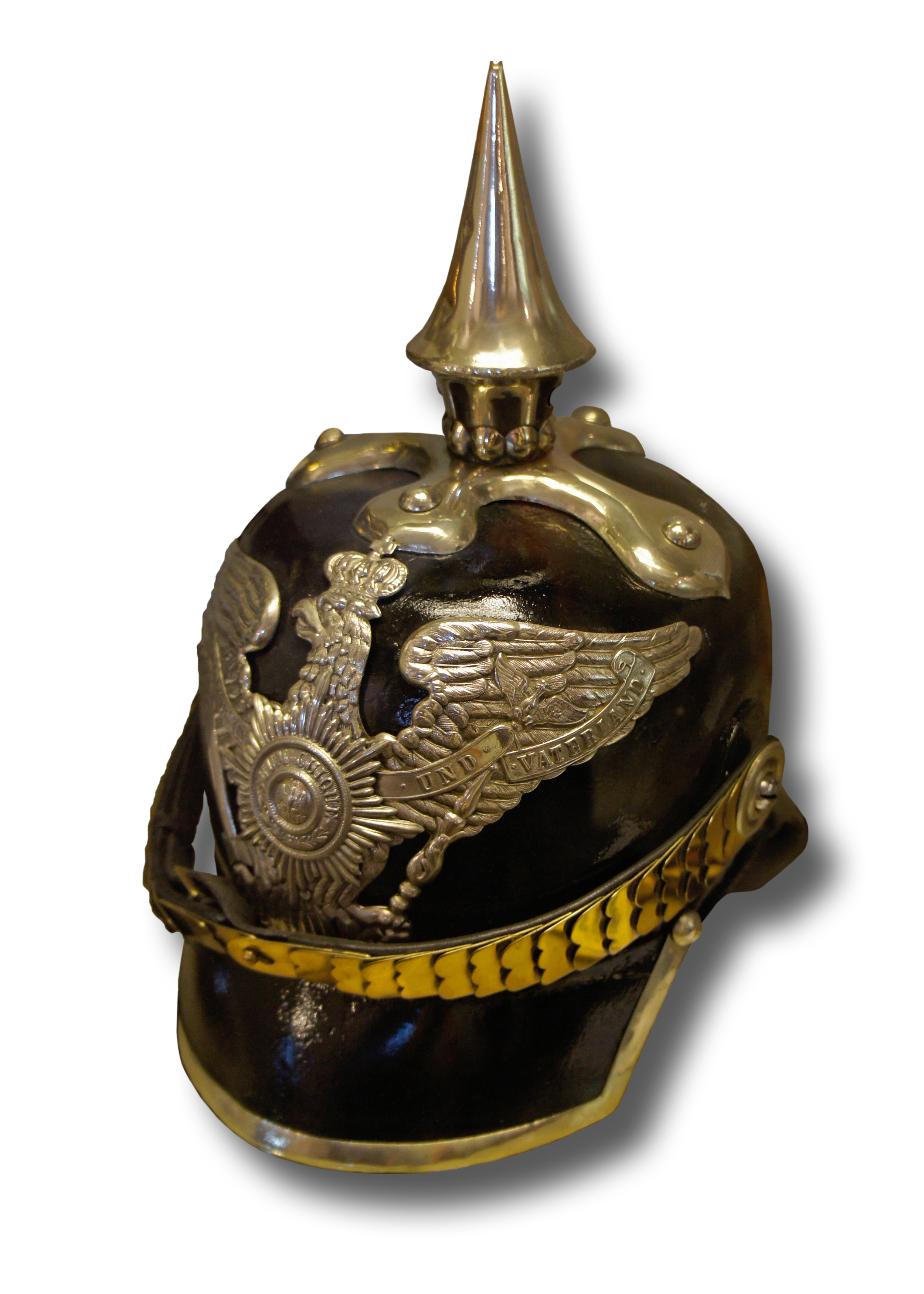
Die Pickelhaube gilt als Symbol des preußischen Militarismus

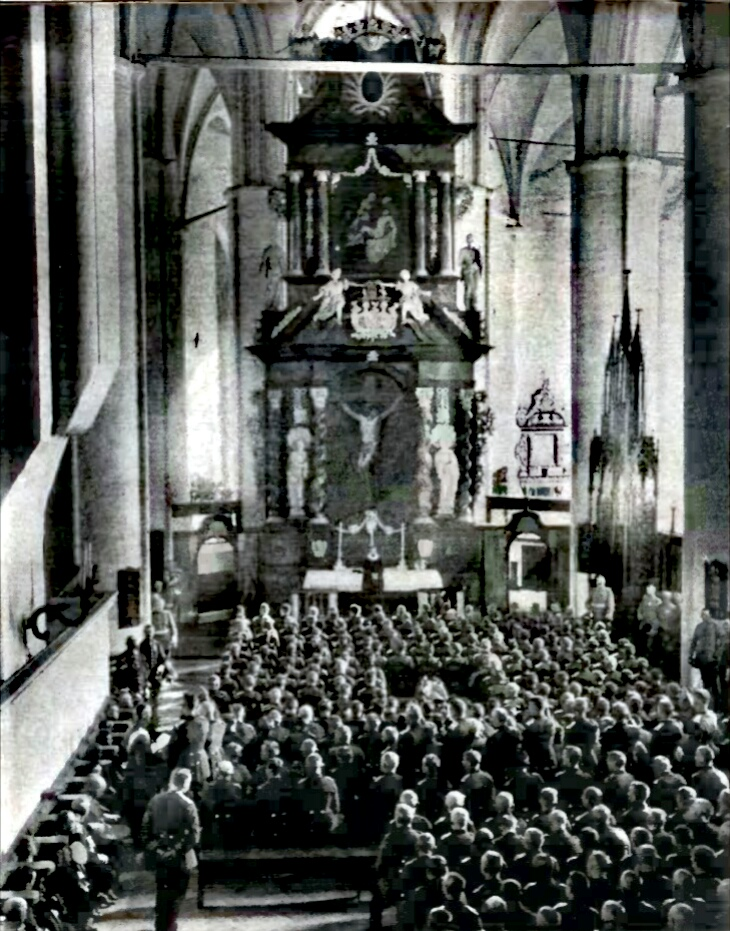
Militärgeistliche vereidigen am 23. November 1914 im Lübecker Dom die neuen Rekruten

Immer wieder wurden ganze Gesellschaften durch eine lang anhaltende und viele Gesellschaftsbereiche umfassende Militarisierung geprägt (z. B. Sparta). Im deutschen Kulturraum bildete der Militarismus vom 18. bis Ende des 20. Jahrhunderts eine bedeutende gesellschaftliche Erscheinung. Seit der frühen Neuzeit kam es durch die Zwangsrekrutierung von Söldnern oder die Militärdienstpflicht beim Aufbau stehender Heere in den protestantischen Ländern Europas zu einer starken Militarisierung. Emmanuel Todd weist darauf hin, dass die jüngeren Söhne in protestantischen Gesellschaften, die nach dem Prinzip der Stammfamilie organisiert waren (der älteste Sohn erbt den Hof und wohnt bei den Eltern, die jüngeren Söhne gehen weitgehend leer aus), zu „Instrumenten einer wahrhaftigen Militarisierung der Gesellschaft“ wurden. Die in katholischen Ländern mögliche Lösung des Wechsels in ein Kloster blieb ihnen verschlossen. So erreichte das katholische Frankreich zum Höhepunkt der Militarisierung unter Ludwig XIV. um 1710 nur eine Heeresstärke von 1,5 % der Bevölkerung, im protestantischen Preußen 1740 hingegen waren es infolge der Rekrutierung nicht erbender Söhne 3,7 % und 1760 7,1 %. Im protestantischen Schweden standen 1709 sogar 7,7 % der Bevölkerung im Militärdienst, und in Hessen-Kassel, das seine Soldaten im amerikanischen Unabhängigkeitskrieg an die Briten auslieh, erreichte die Militarisierungsquote ebenfalls 7,7 %. England bildete eine Ausnahme unter den protestantischen Staaten: Hier herrschte früh die Kernfamilie vor, in der die Landwirte als Pächter nicht an den Boden fixiert waren und der Erbstatus der Kinder nicht festgelegt war, und die Rekrutierungsquote erreichte 1710 ihr Maximum mit nur einem Prozent; sie sank bis 1783 auf 0,3 % ab.
Auch der Nationalismus, eine Begleiterscheinung der Militarisierung sei im Protestantismus angelegt: „Jedes calvinistische Volk, das die Bibel liest, hält sich zu irgendeiner Zeit für ein neues von Gott auserwähltes Israel.“ Später wurde auch der Lutheranismus zu einem Vehikel der Militarisierung der deutschen Gesellschaft. So bemerkte Ernst Troeltsch vor dem Ersten Weltkrieg, dass das Luthertum sich „verband [...] mit der Reaktion des monarchischen Gedankens, des agrarischen Patriarchalismus, der militärischen Machtinstinkte“ und damit der „Restauration ideellen und ethischen Rückhalt“ gab. Es wurde daher „von den sozial und politisch reaktionären Mächten mit allen Gewaltmitteln gestützt, heiligte den realistischen Machtsinn und die dem preußischen Militarismus unentbehrlichen ethischen Tugenden des Gehorsams, der Pietät und des Autoritätsgefühls.“

## Preußisch-deutscher Militarismus
Der preußisch-deutsche Militarismus wird immer wieder als Prototyp und historisches Musterbeispiel von Militarismus beschrieben. Er wird von einigen Historikern als eine Erscheinung angesehen, die seit den Deutschen Einigungskriegen den deutschen Nationalstaat prägte und den Humus für den Ersten und den Zweiten Weltkrieg bildete und trotz verschiedener Militarismustypen zwischen 1871 und 1945 eine militaristische Kontinuität gebildet hat. So zog z. B. Friedrich Meinecke eine Kontinuitätslinie von Friedrich Wilhelm I. und Friedrich II. zum Dritten Reich unter Hitler. Als Kernorgan des preußisch-deutschen Militarismus wird der Große Generalstab angesehen, dessen Mitglieder von der Bevölkerung als Halbgötter betrachtet wurden, und von denen man in einer Mischung aus Bewunderung und Furcht sprach. Mit dem Tag von Potsdam im März 1933, stellten sich Hitler und die NSDAP vor den Augen der deutschen und internationalen Öffentlichkeit in die Tradition des preußisch-deutschen Militärstaates. Die Alliierten beschränkten die Verantwortung für den Zweiten Weltkrieg nicht auf das Führungspersonal des NS-Staates, sondern sahen strukturelle Zusammenhänge mit dem für Deutschland charakteristischen System des Militarismus. Sie hielten die Potsdamer Konferenz in der symbolbeladenen Hauptstadt des preußischen Militarismus ab.

## Militarismus in der DDR-Historiographie
In der DDR wurde der Militarismus als reaktionäre Erscheinung der Klassengesellschaft betrachtet. Der Begriff „Militarismus“ avancierte zusammen mit der Kategorie des Imperialismus zu einem Schlüsselbegriff marxistisch-leninistischer Geschichtsdeutung. Das Phänomen des Militarismus wurde als untrennbar mit der Geschichte des Imperialismus betrachtet, der Imperialismus als höchstes Stadium des Kapitalismus brachte den „imperialistischen Militarismus“ hervor und verschärfte gleichzeitig den Klassenkampf und damit die Repression im Innern der imperialistischen Staaten. Der 1897/98 in Deutschland beginnende Flottenbau wurde als der militärische Ausdruck des Übergangs zum Imperialismus angesehen. Die Novemberrevolution 1918 wurde als Volkserhebung gegen den deutschen Imperialismus und Militarismus gedeutet. Der Begriff wurde jedoch nicht auf das eigene Land angewendet, das doch nach Wolfram Wette eine tiefgreifende Militarisierung der Gesellschaft erlebte. Von einem proletarischen Militarismus zu sprechen lag außerhalb des Denkhorizonts.